# Pau Padró i Cañellas
Pau Padró i Cañellas (soms ook geschreven Pau Padró i Canyelles) (El Vendrell, 20 april 1891 - Prada de Conflent, 29 november 1950) was een Catalaans politicus en vakbondsman.
Hij was een van de oprichters van de Federació dels Pagesos (Boerenbond) van de comarca Baix Penedès in 1918. Hij werd gevangengenomen en overleefde een aanslag door het Sindicat Lliure (Vrije Vakbond).  In 1932 werd hij voorzitter van de Unió de Rabassaires (Houthakkersverbond) en in 1936 werd hij afgevaardigde voor Esquerra Republicana de Catalunya in het Spaanse parlement tijdens de Tweede Republiek. Na de overwinning door de franquistische rebellen onder de leiding van Francisco Franco in 1939, ging hij in ballingschap. Van 1946 tot 1947 was hij minister van de Catalaanse regering in ballingschap onder de leiding van Josep Irla i Bosch.